# Azotti
Azotti (справжнє ім'я — Юрій Денисенко) український DJ, саунд-продюсер і композитор, що випускає свою музику на лейблах Black Hole Recordings,Magik Muzik, SongBird, Mondo Recordsта Fenology Records. 
Його треки і ремікси регулярно підтримують найкращі Ді-джеї та продюсери світу, такі як Tiësto, Fatboy Slim, Армін ван Бюрен, Пол ван Дайк, Above & Beyond, Пол Окенфолд, Cosmic Gate, Richard Durand, Маркус Шульц та інші.

## Біографія

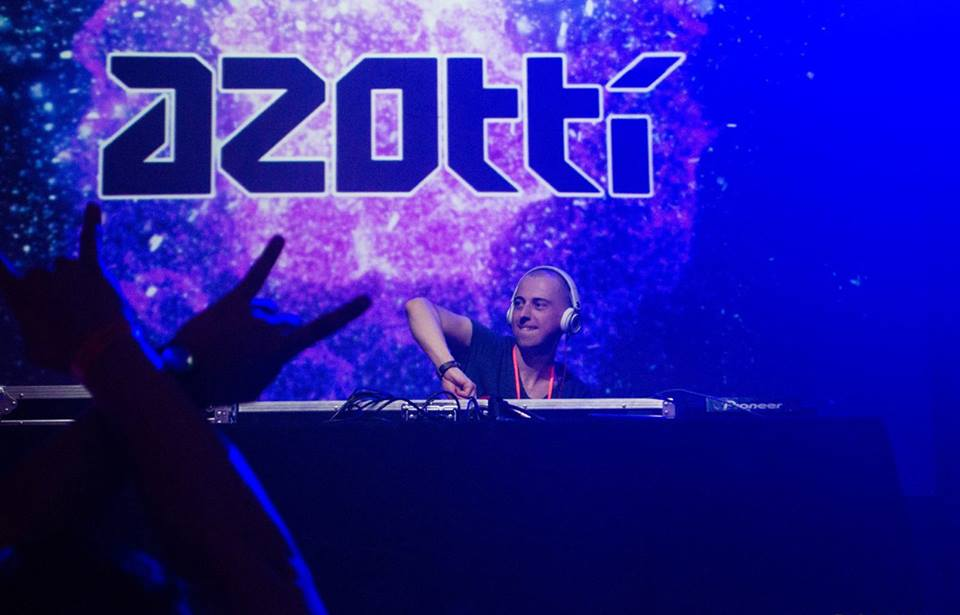
Azotti в 2015 на фестивалі "Circus"

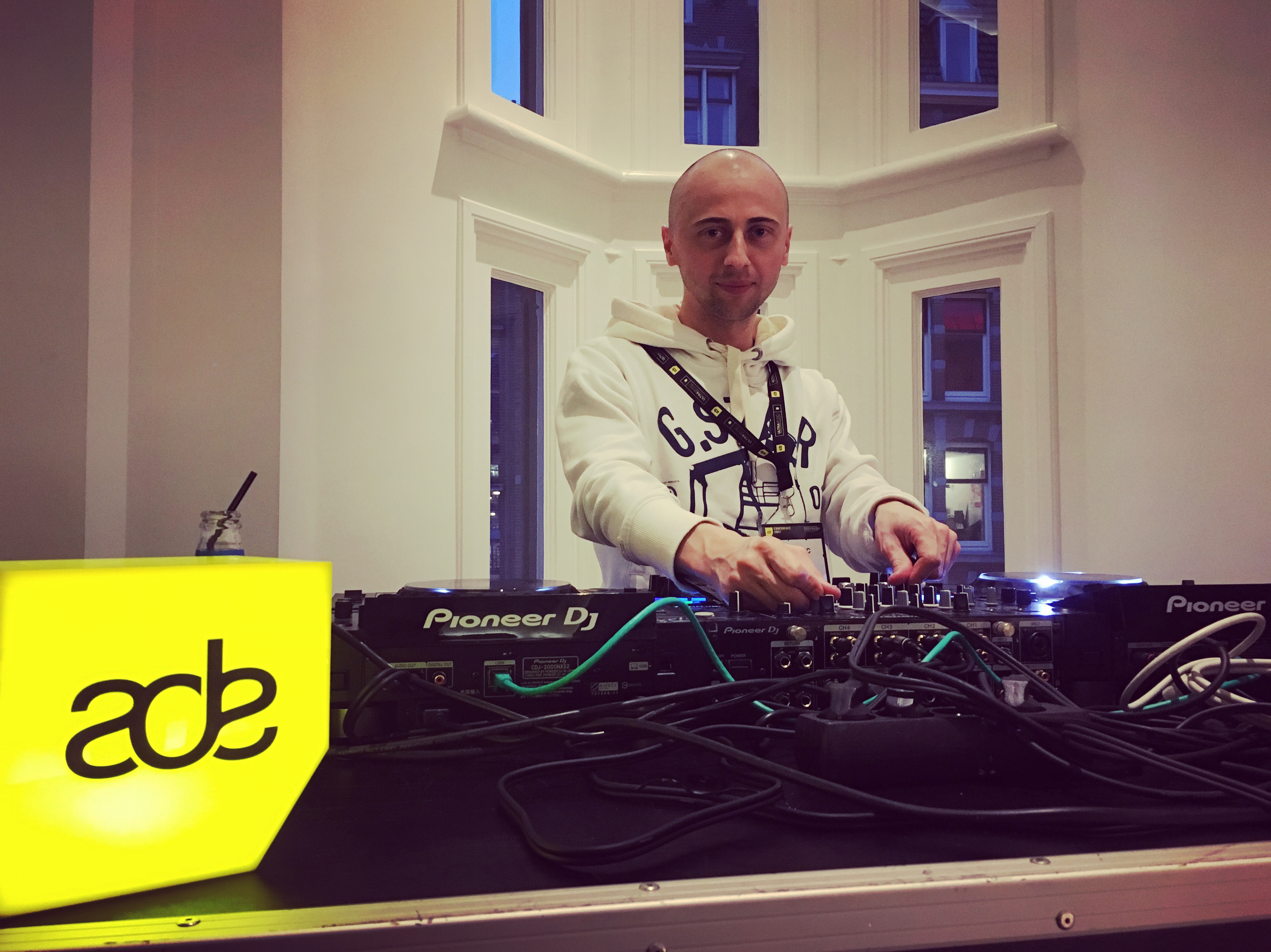
Azotti на фестивалі "Amsterdam Dance Event", 2017

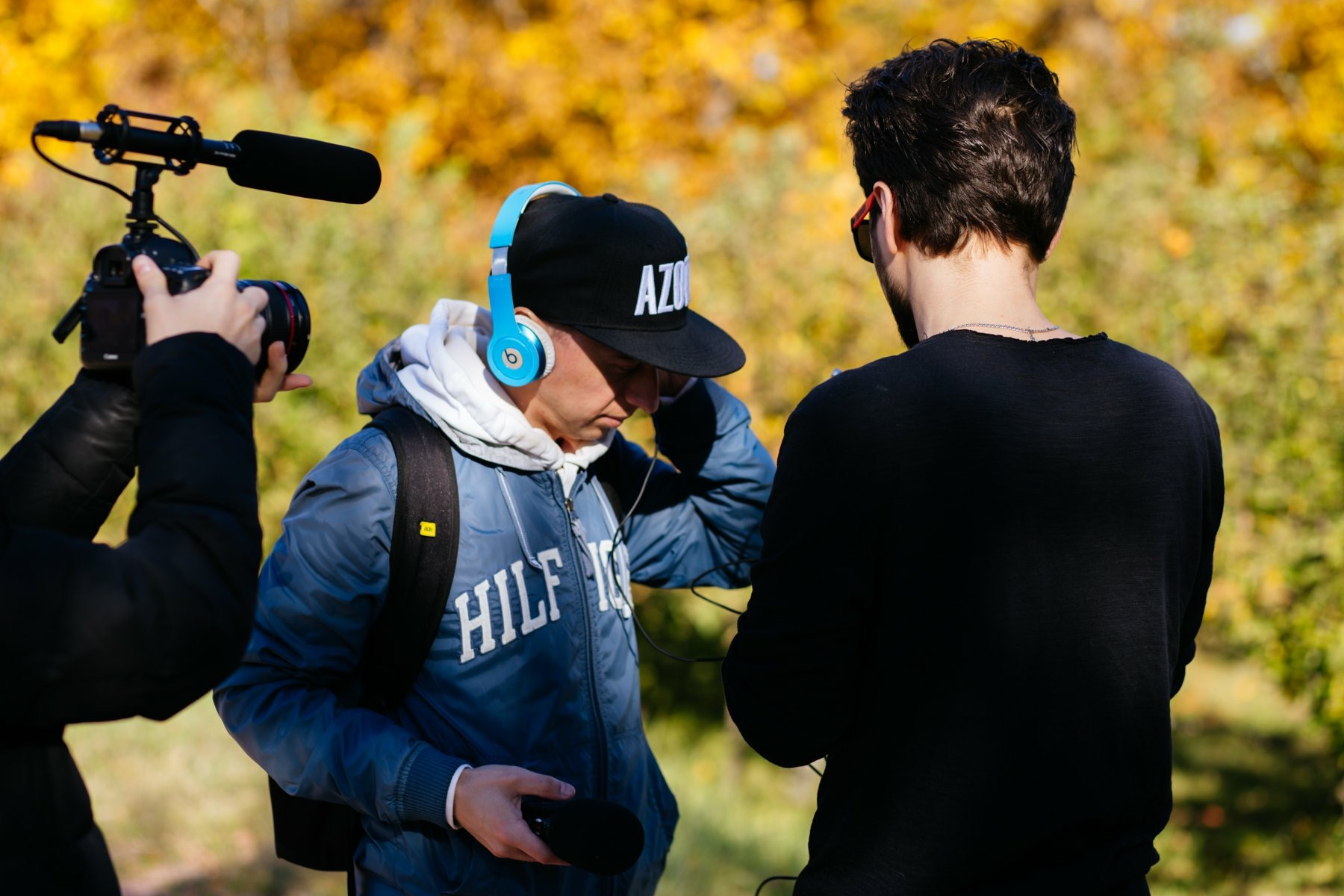
Azotti в експедиції проекту "Звуки Чорнобиля" 2018

Народився у Києві 23 лютого 1985 і виріс у Літках Київської області.
Після закінчення загальної школи, Освіту здобув в  Міжрегіональній академії управління персоналом, за спеціальністю «Облік і аудит». В той самий час захоплюючись музикою у стилі прогресив та транс, починає створювати свої перші авторські роботи. З 2009 став DJ київського клубу «Тусе», де працював близько 2 років. В 2011 випустив перший сингл — «Morphology», який був взятий в щоденну ротацію на Sunshine Radio Germany, і здобув визнання провідних ді-джеїв світу.
Після випуску ряду синглів, що мали великий успіх, співпрацював з нідерландським рок-гуртом Еллера ван Бюрена — Bagga Bownz. Результатом цієї співпраці став трек «Day and Night», включений 2014 року до компіляції Річарда Дюранда In Search of Sunrise 12: Dubai. Також треку «Day and Night» став саундтреком до головного відео-трейлеру, що презентував цю збірку. 
Музика Azotti звучить на таких радіостанціях, як «Digitally Imported», Afterhours FM, Kiss FM, «DJFM Ukraine», а також в таких шоу, як Tiesto's Club Life, A State Of Trance, Group Therapy Radio with Above & Beyond і Anjunabeats Worldwide.

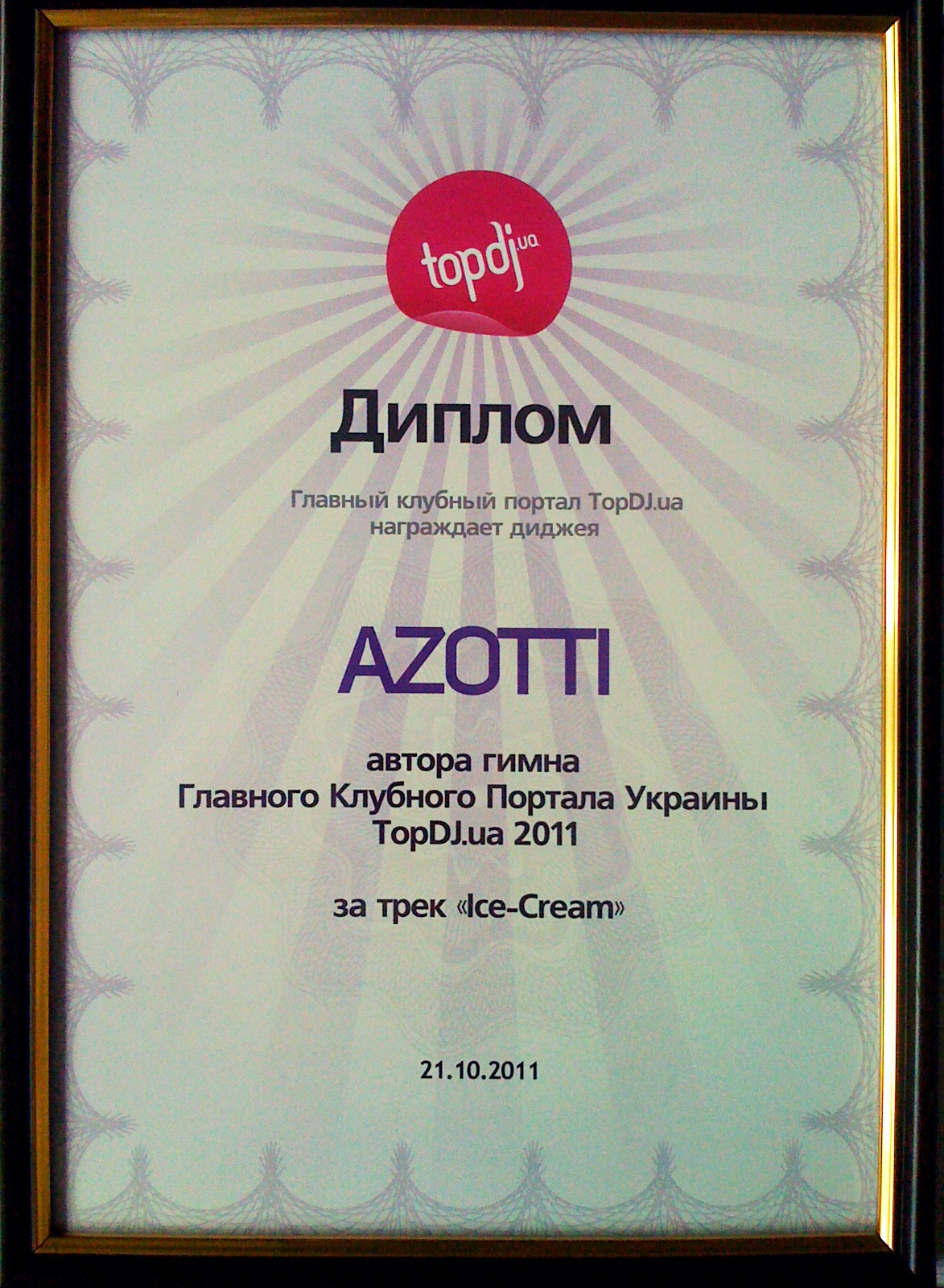
Нагорода яку Отримав Azotti за найкращий трек, що став гімном Українського рейтингу та порталу Topdj.ua

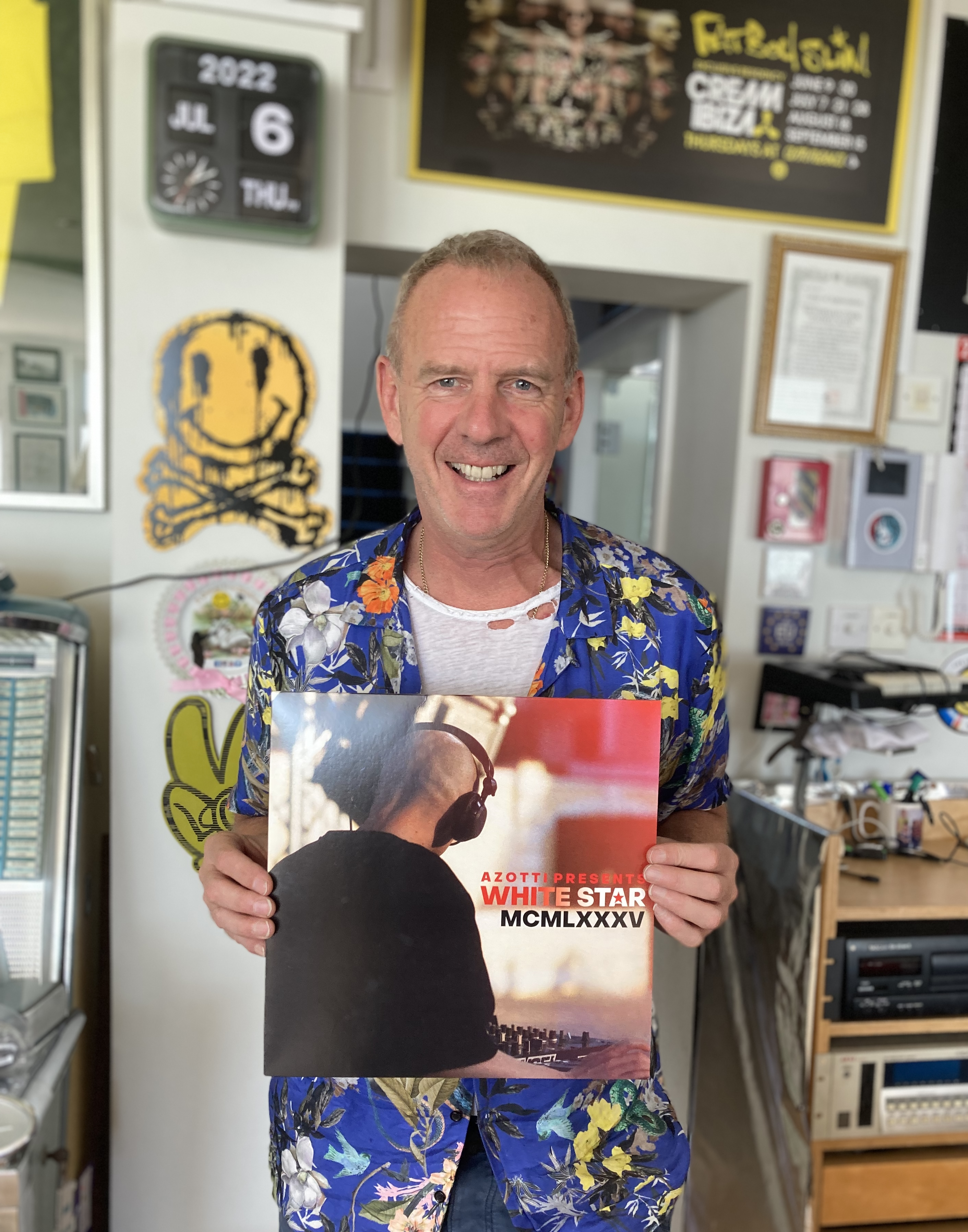
Fatboy Slim тримає вініловий альбом 'MCMLXXXV' від нового проекту Azotti "WHITE STAR"

Двічі композиції Azotti ставали гімном порталу Topdj.ua — в 2010 і 2011 роках. Юрій також є переможцем Конкурсу реміксів гурту СКАЙ (на пісню «Любов»).
2013 року Azotti співпрацював з відомим світовим брендом «Tuborg» та у прямому ефірі презентував проект «Танцююче пиво». Протягом декількох останніх років Azotti є резидентом проектів у київських нічних клубах «Forsage та Saxon»
2015 році Azotti випускає сингл «First Kiss» який також був влючений «Річардом Дюрандом» в нову серію одноіменної компіляції «In Search Of Sunrise 13.5 Amsterdam»
На початку 2016 року, «Azotti та Bagga Bownz» виступили з прем'єрою вокального синглу в стилі Uplifting Trance, що вийшов на лейблі «Black Hole Recordings». Також 2016 рік відзначився співпрацею з Фондом Олени Пінчук «Антиснід» де Azotti створив креативний дизайн для футболок, світшотів та сумок які були виставлені на продаж в Пінчук Арт Центрі, всі виручені кошти з продажу були зібрані і направлені на благодійність, а саме на допомогу хворим дітям на Віл
У 2018 працював над створенням банку аудіосемплів для проекту «Звуки Чорнобиля», звуковий матеріал яких було записано на різних об'єктах зони відчудження. Ці семпли використані у творах таких виконавців як Kazka, Вагоновожатые, KRUTЬ, Стасік, Telepopmusik, GusGus, Ляпис, Міхалок, Чемеров, Atomic Simao та інші.
2019 створив коллаборацію з відомим британським продюсером та композитором Darren Tate під назвою "The Solstice".
15 квітня 2023 року Azotti представив новий проєкт WHITE STAR та випустив дебютну вінілову платівку 'MCMLXXXV'. Платівка вийшла в Британії, видання особисто підтримав директор лейблу ‘Black Hole Recordings’ Arny Bink. Анонсувалось, що гроші з продажу вінілу будуть спрямовані на допомогу Збройним Силам України.

## Дискографія

### Сингли
2011
- Morphology [Redux Recordings]

2012
- The Miracle [Mondo Records]

2013
- Shark [Mondo Records]
- Coffee [Mondo Records]

2014
- Dew Point (vs. MalYar) [Sir Adrian Music]
- Black Forest (vs. WvE pres. Anna Lee) [Fenology Records]
- Color Fields (vs. Kago Pengchi) [Mondo Records]

2015
- Day And Night (з Bagga Bownz) [ Black Hole Recordings — SongBird ]
- Back Again [ Mondo Records ]
- First Kiss [ Black Hole Recordings — SongBird ]

2016
- Fallen Dreams (з Bagga Bownz) [ Black Hole Recordings ]
- Desna (vs. Cyanlight) [Mondo Records]

2017
- Aurora Borealis [ Club Family Records ]

2018
- Sultry City  [8Music]
- Butterfly [Mondo Records]
- Braveheart (vs. Reese) [Elliptical Sun Melodies]

2019
- The Solstice (with Darren Tate) [Mondo Records]

2021
- Message from Ibiza (& Reese) [Yeiskomp Records]

2023
- MCMLXXXV [Magik Muzik]
- First Kiss (2022 Peaceful Remaster) [Magik Muzik]

2024
- The The End Of The World (with Borys Ugarov) [Magik Muzik]

## Альбом
2023
- Azotti presents WHITE STAR "MCMLXXXV"  (Вініловий  Міні-Альбом, (LP) [ Black Hole Recordings])

### Ремікси
2012
- Zaa & Straight Up — Many Reasons [Cloudland Music]
- Anna Lee vs. Alex Teeb — One Summer Day [Pure Magic Recordings]

2013
- Tim Besamusca & Dj T.H. feat. Three Faces — You Got Me [Trance All-Stars Recordings]

2014
- Azotti — The Miracle (Remixes) [Mondo Records]
- Walsh & McAuley & Katty Heath — Wider Horizon [Sir Adrian Music]
- DT8 Project — Forever In A Day [Mondo Records]

2015
- Kenneth Thomas & Ray Violet — Amanecer [IAMPHOENIX]
- Bagga Bownz - Cereal

2017
- Desna (vs. Cyanlight) (Atraxia Remix) [Mondo Records]